# St. Laurentius (Asenkofen)

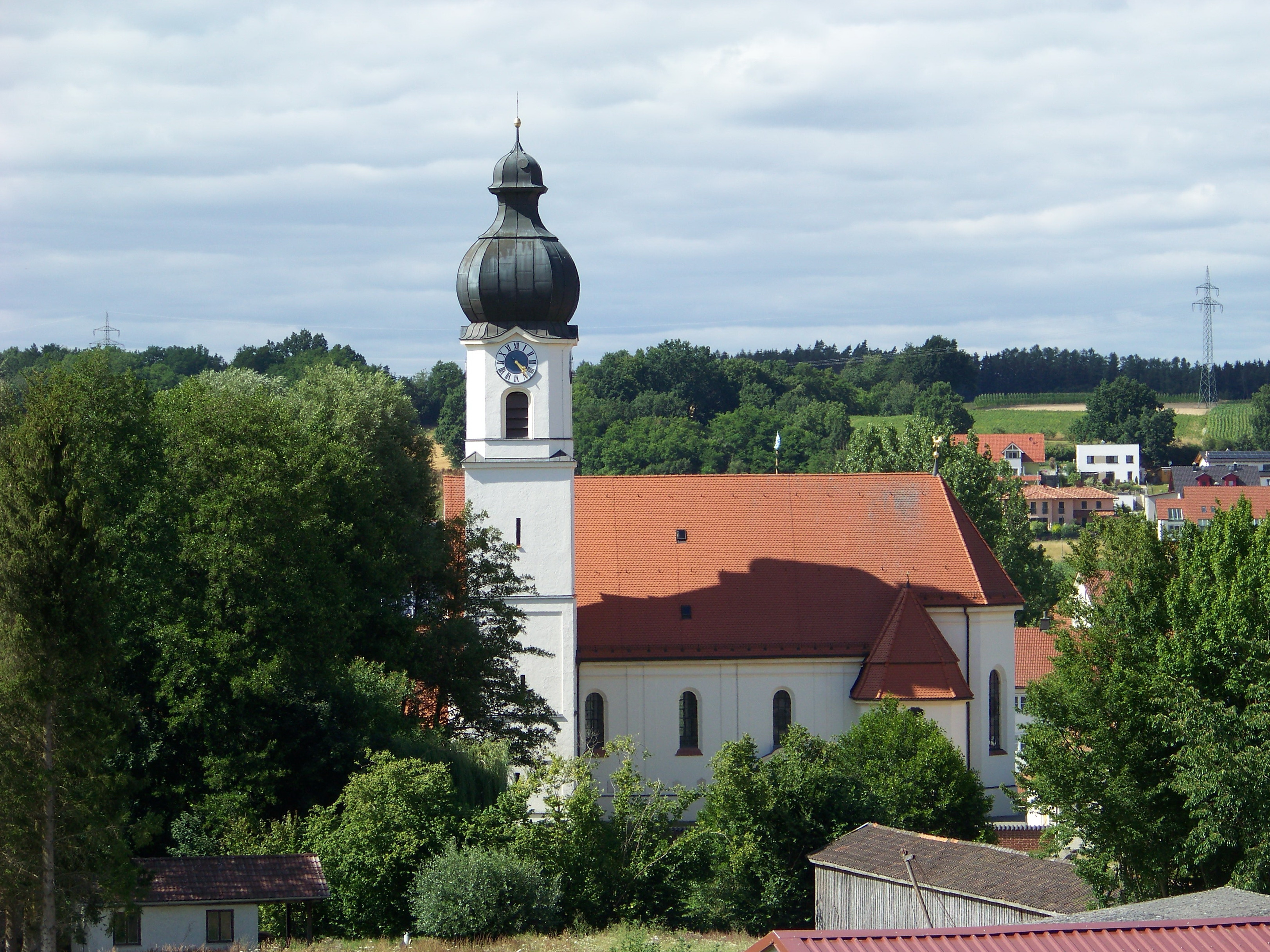
Außenansicht der Pfarrkirche St. Laurentius von Süden

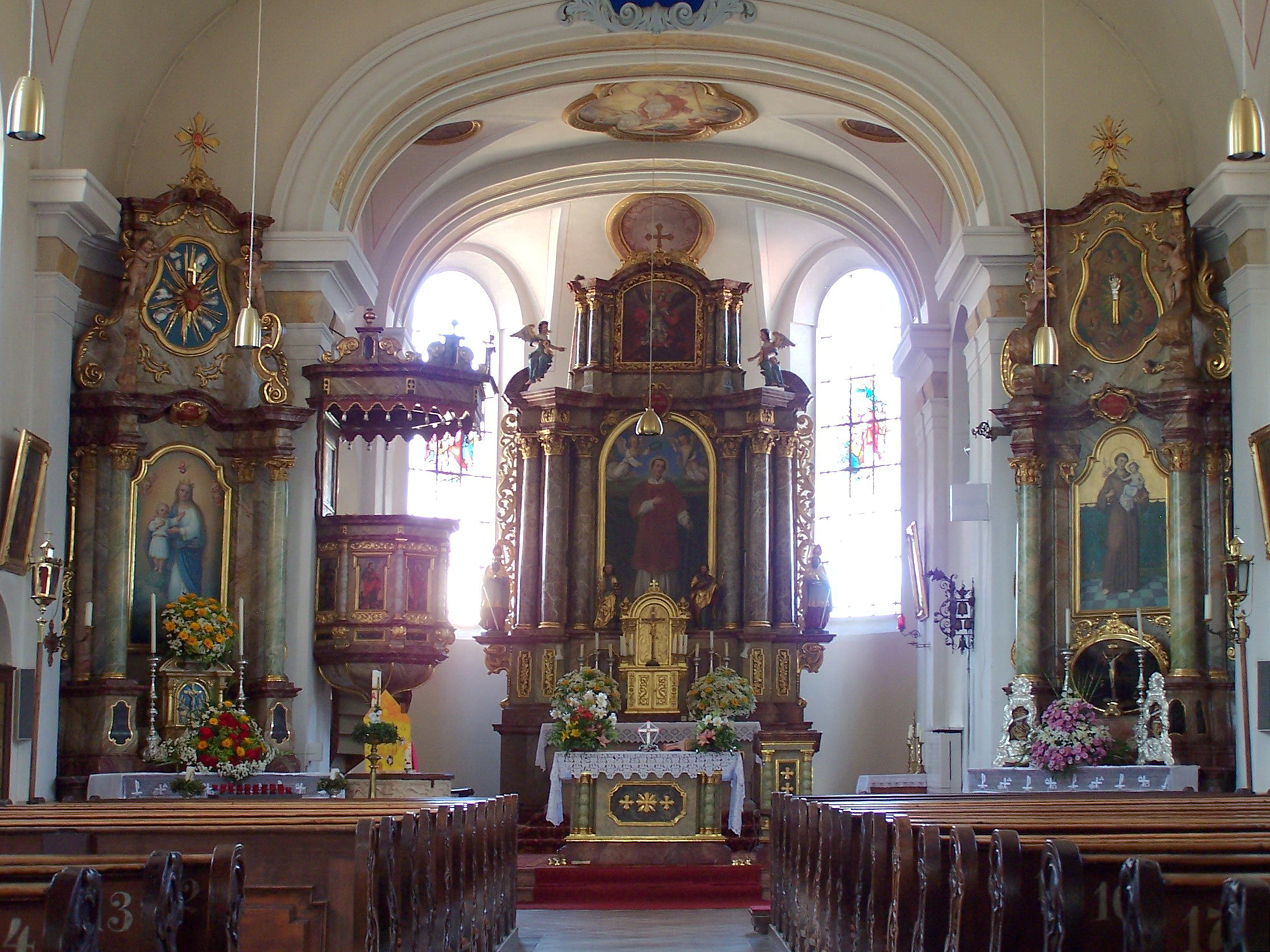
Innenraum

Die römisch-katholische Pfarrkirche St. Laurentius in Asenkofen, einem Gemeindeteil von Neufahrn in Niederbayern, ist eine neobarocke Saalkirche, die in den Jahren 1907/08 nach den Plänen des Münchner Architekten Johann Baptist Schott von dem Regensburger Baumeister Franz Spiegel erbaut wurde. Dabei bezog man den im Kern romanischen Turmunterbau aus dem 13. Jahrhundert ein.
Das Gotteshaus mit dem Patrozinium des heiligen Laurentius (Gedenktag: 10. August) ist als Baudenkmal mit der Nummer D-2-74-153-7 beim Bayerischen Landesamt für Denkmalpflege eingetragen. Die Pfarrei St. Laurentius in Asenkofen mit der Filialkirche St. Peter und Paul in Winklsaß wird heute durch die Pfarreiengemeinschaft Neufahrn seelsorgerisch betreut.

## Architektur

### Außenbau
Die nach Osten ausgerichtete Saalkirche umfasst einen eingezogenen Chor mit zwei Jochen und einem dreiseitigen Schluss sowie ein Langhaus mit vier Jochen, die unter einem gemeinsamen Satteldach vereinigt sind. Der Außenbau wird von gekuppelten Pilastern am Langhaus und einem Friesband unter dem Dachansatz, das den gesamten Bau umläuft, gegliedert. Die Fensteröffnungen schließen im leicht eingezogenen Rundbogen. Am westlichen Chorjoch sind zwei kurze, querhausartige Arme mit Walmdächern angebaut. Der nördliche Arm ist zum Chorraum hin geöffnet, während der südliche eine zweigeschossige Sakristei enthält. An der Westfassade ist eine kleine Vorhalle mit abgewalmtem Dach angebaut, die auch den Treppenaufgang zur Empore enthält.
Am westlichen Langhausjoch ist auf der Südseite der Turm angebaut. Die zwei unteren Geschosse stammen noch von der romanischen Vorgängerkirche. Im Zuge des Kirchenbaus 1907/08 wurde auf den quadratischen, durch Lisenen gegliederten Unterbau ein drittes Geschoss aufgesetzt, das bis etwa zur Firsthöhe des Neubaus reicht. Die Geschosstrennung erfolgt durch schwache Gesimse. Darüber erhebt ein oktogonaler Aufsatz, der nach vier Seiten hin je eine rundbogige Schallöffnung und darüber ein Ziffernblatt der Turmuhr zeigt. Den oberen Abschluss bildet eine Kuppelhaube mit Laterne.

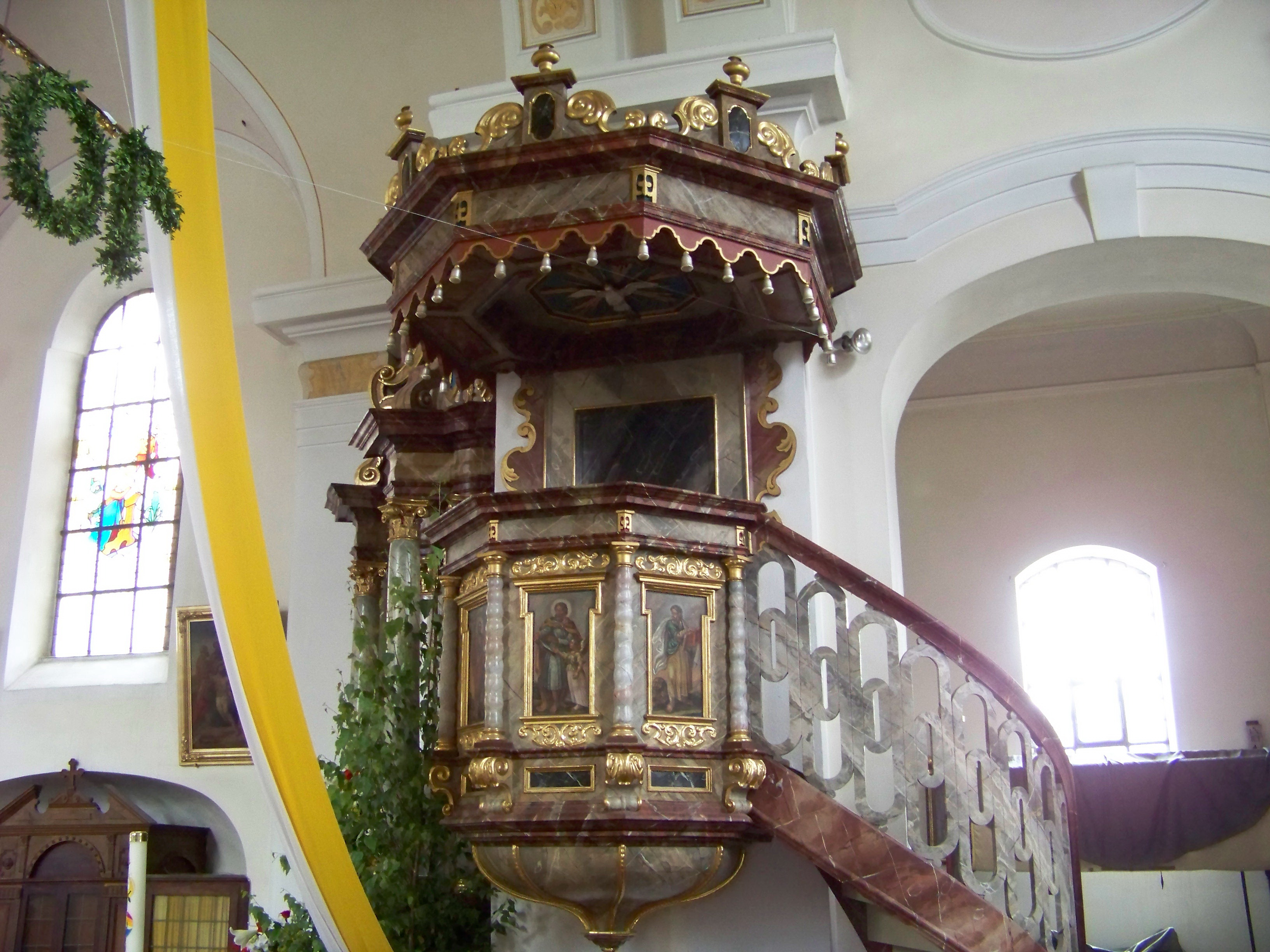
Neobarocke Kanzel

### Innenraum
Chor und Langhaus werden von einem Tonnengewölbe mit Stichkappen überspannt. Die Jochtrennung erfolgt durch Pilaster mit profilierten Kapitellen. Im Chor befinden sich zudem korbbogige Gurtbögen. Auch der Chorbogen ist korbbogig. Im westlichen Langhausjoch ist eine Orgelempore mit geschwungener Brüstung, die mit Stuckrahmenfeldern verziert ist, eingezogen.

## Orgel und Glocken

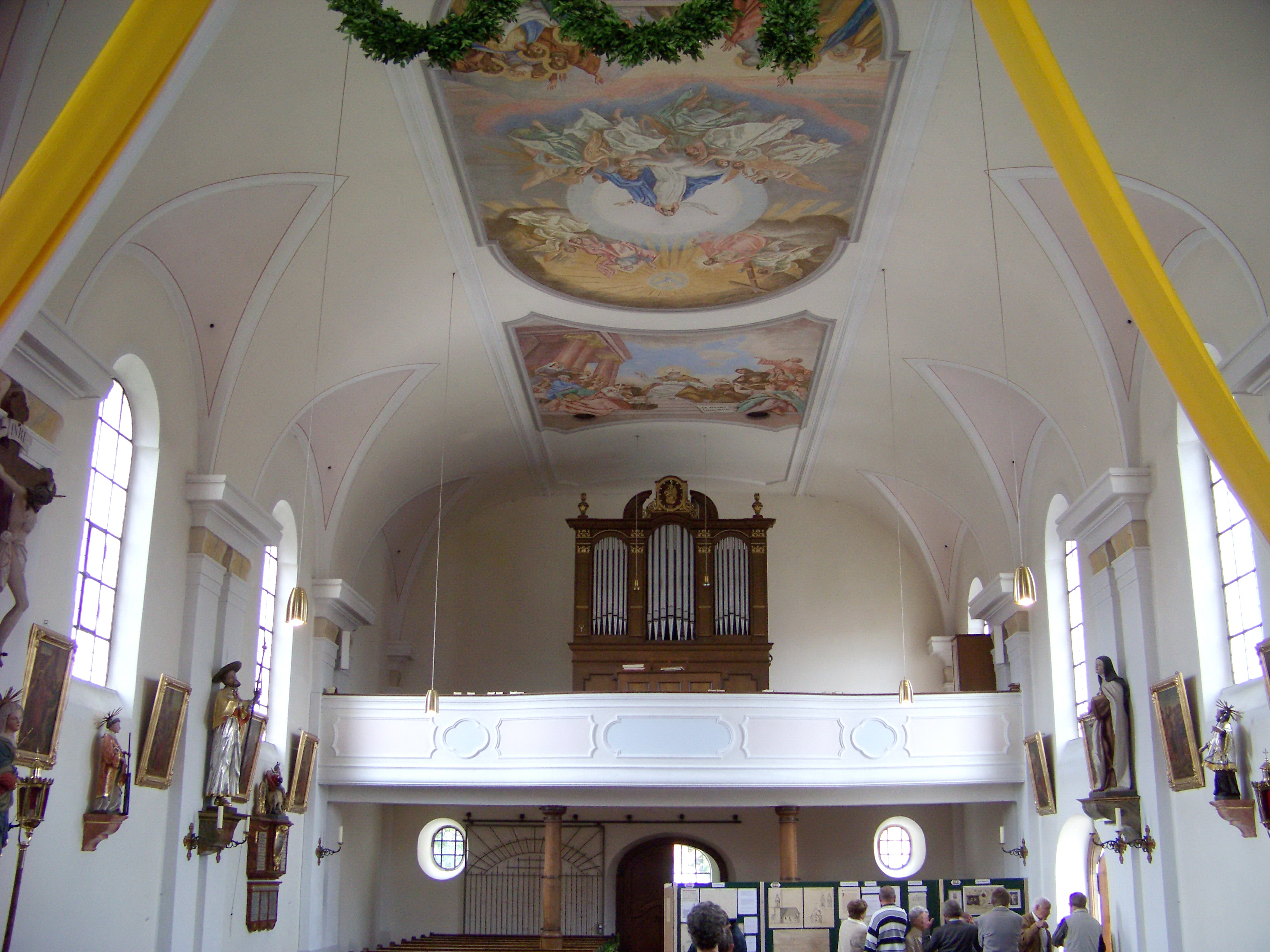
Blick zur Orgelempore

### Orgel
Die Orgel von St. Laurentius wurde 1910 von Ludwig Edenhofer junior aus Deggendorf geschaffen. Das pneumatische Kegelladeninstrument umfasst insgesamt zehn Register auf zwei Manualen und Pedal. Die Orgel ersetzte ein Werk aus dem Jahr 1866 von Carl Ludwig Edenhofer.
| I Hauptwerk C–f3 |             |    |
| 1.               | Principal 0 | 8′ |
| 2.               | Tibia       | 8′ |
| 3.               | Gamba       | 8′ |
| 4.               | Oktav       | 4′ |
| 5.               | Mixtur III  | 2′ |

| II Manual C–f3 |              |    |
| 6.             | Gedeckt      | 8′ |
| 7.             | Salicional 0 | 8′ |
| 8.             | Aeoline      | 8′ |

| Pedal C–d1 |              |     |
| 09.        | Subbaß       | 16′ |
| 10.        | Violoncello0 | 08′ |

- Koppeln: II/I, Sub II/I, Super II/I, I/P, II/P
- Spielhilfe: Forte, Fortissimo, Pedalmoderator

### Glocken
Aus dem Turm von St. Laurentius läuten fünf Glocken mit der Tonfolge fis1–a1–h1–d2–fis2.